# Kim Jong-seon
Kim Jong-seon (김종선?; 30 luglio 1939) è un ex cestista sudcoreano.

## Carriera
Con la Corea del Sud ha disputato i Giochi di Tokyo 1964, segnando 22 punti in 8 partite.